# Villa Hercolani
Villa Hercolani, citata anche come Villa Belpoggio Hercolani, è un edificio storico di Bologna, situato in via Siepelunga 34, sui colli a sud est della città in località Belpoggio.

## Storia
Alla fine del XV secolo Giovanni II Bentivoglio fece modificare il castello di Belpoggio in modo da renderlo una residenza estiva. L'edificio divenne poi di proprietà della famiglia Hercolani grazie alla dote di Lucrezia Orsi, moglie di Astorre Hercolani nel 1751. Il principe Filippo, figlio di Astorre, fece eseguire restauri cui presero parte Angelo Venturoli e Carlo Bianconi che diedero alla dimora l'aspetto attuale. In particolare Venturoli fece costruire una facciata neoclassica su due piani, affiancata da torrette e decorata da una balaustra con obelischi; al centro vi è un grande stemma gentilizio tra due Ercoli.
Oltre all'edificio è notevole il giardino della villa, di circa 12 ettari: fu il primo importante esempio di giardino all'inglese a Bologna e contribuì al successo della  moda del giardino-paesaggio. Durante la seconda guerra mondiale, la villa subì danni ma fu in seguito restaurata ed è oggi una location per eventi.
Il parco è visitabile in occasione di eventi dedicati come quello del Fondo Ambiente Italiano.